# James Stavridis
 (janvier 2025).
Si vous disposez d'ouvrages ou d'articles de référence ou si vous connaissez des sites web de qualité traitant du thème abordé ici, merci de compléter l'article en donnant les références utiles à sa vérifiabilité et en les liant à la section « Notes et références ».
En pratique : Quelles sources sont attendues ? Comment ajouter mes sources ?
James George Stavridis (West Palm Beach, États-Unis) est un amiral à la retraite de la marine américaine. Il a servi comme commandant suprême des forces alliées en Europe de l'OTAN  et comme commandant du commandement européen des États-Unis pendant la période critique de l'intervention militaire de 2011 en Libye et des opérations secrètes américaines en Syrie au début des années 2010. Il a été successivement conseiller d'Hillary Clinton et de Donald Trump. Actuellement, il est doyen de la Fletcher School of Law and Diplomacy (The Fletcher School).

## Biographie
Stavridis est né à West Palm Beach, dans le sud de la Floride. Il obtient son diplôme en 1976 et est un lauréat distingué de l'Académie navale des États-Unis.
En tant qu'officier de guerre de surface, il a commandé le destroyer USS Barry de 1993 à 1995, complétant le déploiement de l'ONU et de l'OTAN en Haïti et en Bosnie, ainsi qu'un déploiement de croiseurs de bataille dans le golfe Persique.
En 1998, il prend le commandement du 21ᵉ escadron de destroyers, déployé dans le golfe Persique. Son leadership inspirant lui vaut le prix John Paul Jones décerné par la Ligue navale.
De 2002 à 2004, il commande l' Enterprise Carrier Strike Group pour mener des opérations de combat dans le golfe Persique à l'appui de l'opération Iraqi Freedom et de l'opération Enduring Freedom.
De 2006 à 2009, il commande le Commandement Sud des États-Unis à Miami.
Sur terre, il est planificateur stratégique et à long terme au sein de l'état-major du chef des opérations navales et du président des chefs d'état-major interarmées des États-Unis.
Stavridis obtient un doctorat et un MALD de la Fletcher School of Law and Diplomacy de l'Université Tufts en relations internationales en 1984, où il remporte le prix Gullion en tant qu'étudiant exceptionnel.
Stavridis, voyant la concurrence technologique et en matière d'armement entre les États-Unis et la Chine, craignait que cela ne provoque une Troisième Guerre mondiale. Il décida donc d'écrire, avec le romancier Elliot Ackerman, le livre 2034: un roman de la prochaine guerre mondiale (2034). 2021) comme un avertissement au monde.

## Décorations
Il a diverses décorations et récompenses, dont deux récompenses de la Médaille du service distingué de la Défense, la Médaille du service supérieur de la Défense et cinq récompenses de la Légion du mérite.